# Frotey-lès-Vesoul
Frotey-lès-Vesoul – miejscowość i gmina we Francji, w regionie Burgundia-Franche-Comté, w departamencie Górna Saona.
Według danych na rok 1990 gminę zamieszkiwało 1455 osób, a gęstość zaludnienia wynosiła 191 osób/km² (wśród 1786 gmin Franche-Comté Frotey-lès-Vesoul plasuje się na 113. miejscu pod względem liczby ludności, natomiast pod względem powierzchni na miejscu 599.).